# لاکپرت (لوئیزیانا)
لاکپرت (به انگلیسی: Lockport) شهری در ایالت لوئیزیانا کشور ایالات متحده آمریکا است که جمعیت آن در سرشماری سال ۲۰۱۰ میلادی، ۲٬۵۷۸ نفر بوده‌است.